# Mallochomacquartia vexata
Mallochomacquartia vexata là một loài ruồi trong họ Tachinidae.